# Jelena Gavrilović
Jelena Gavrilović (srpska ćirilica; Јелена Гавриловић, Beograd, Srbija, 18. siječnja 1983.) srbijanska glumica, pjevačica, model, plesačica. Kazalištem se počela baviti u rodnom Lazarevcu tijekom osnovnih i srednjih škola. Tokom studija glumila je u Srpskom narodnom pozorištu u Novom Sadu. Gavrilović je igrala glavne uloge mjuzikla u Hair Ateljeu 212 i Pozorištu Terazije u masti, oba u Beogradu. Glumila je Mariju, jednog od glavnih likova u srpskom filmu. Također je bila natjecatelj u programu Tvoje lice zvuči poznato. Branislav Mojićević zauzeo je četvrto mjesto u finalu, ali bio je popularni favorit s mnogim preferiranim imitacijama kao što su Jelena Rozga, Pink, Vesna Zmijanac, Predrag Živković Tozovac i drugi.

## Glazbeni spotovi
13. srpnja 2020. Srbija. "Thank u tebi" - to je video ovo je pjesma američke pjevačice Ariane grande. Redatelj Dušan Kovačević

## Plesni studio Srbija
Jevrejska vremena Ljeto kampa Atlanta Chai JCCA i 3. kolovoza 2011. godine.
- Hi-Five - Zdravo Pet
- Hi-Five - stoji na litici